# Jasione
Jasione es un género de plantas con flores perteneciente a la familia Campanulaceae el cual es nativo de Europa.

## Descripción
Son  hierbas anuales, bienales o perennes. Tiene las flores pediceladas, en capítulos densos rodeados de varias filas de brácteas. Cáliz con 5 dientes. Corola dividida casi hasta la base en 5 lóbulos lineares más largos que los dientes del cáliz. Estambres con filamentos libres y anteras lineares u oblongas unidas en la base. Estilo solitario, con 2 estigmas. Cápsula erecta, abriéndose por 2 valvas apicales cortas.

## Taxonomía
El género  fue descrito por  Carlos Linneo y publicado en Species Plantarum 2: 928–929. 1753. La especie tipo es: Jasione montana L.

## Especies seleccionadas
- Jasione amethysthina
- Jasione bulgarica
- Jasione crispa
- Jasione echinata
- Jasione foliosa
- Jasione heldreichii
- Jasione humilis
- Jasione laevis (= Jasione perennis)
- Jasione lusitanica
- Jasione montana
- Jasione sphaerocephala
- Jasione tomentosa